# Вељке Борове
Вељке Борове (слч. Veľké Borové) насељено је мјесто са административним статусом сеоске општине (слч. obec) у округу Липтовски Микулаш, у Жилинском крају, Словачка Република.

## Становништво
| Година:    | 1994. | 2004.    | 2014.    | 2024. |
| ---------- | ----- | -------- | -------- | ----- |
| Број људи: | 105   | 86       | 56       | 42    |
| Разлика:   |       | -18,09 % | -34,88 % | -25 % |

| Година:    | 2023. | 2024.   |
| ---------- | ----- | ------- |
| Број људи: | 45    | 42      |
| Разлика:   |       | -6,66 % |

Према подацима о броју становника из 2011. године насеље је имало 61 становника.